# Giorgio Rocca
Giorgio Rocca (ur. 6 sierpnia 1975 w Chur) – włoski narciarz alpejski, specjalista slalomu, trzykrotny medalista mistrzostw świata.

## Kariera
Jest synem Włocha i Szwajcarki (z kantonu Gryzonia); obok włoskiego posługuje się językiem niemieckim i retoromańskim. Po raz pierwszy na arenie międzynarodowej pojawił się w 1993 roku, startując na mistrzostwach świata juniorów w Montecampione. W swoim jedynym starcie zajął szóste miejsce w slalomie. Na rozgrywanych rok później mistrzostwach świata juniorów w Lake Placid jego najlepszym wynikiem było trzecie miejsce w kombinacji. Był tam też między innymi dziewiąty w zjeździe i slalomie.
W zawodach Pucharu Świata zadebiutował 6 stycznia 1996 roku we Flachau, gdzie nie ukończył giganta. Pierwsze pucharowe punkty wywalczył 9 marca 1997 roku w Shiga Kōgen, zajmując 23. miejsce w slalomie. Na podium zawodów tego cyklu po raz pierwszy stanął 24 stycznia 1999 roku w Kitzbühel, kończąc slalom na trzeciej pozycji. W zawodach tych wyprzedzili go jedynie Jure Košir ze Słowenii i Szwajcar Didier Plaschy. Łącznie 22. razy stawał na podium, odnosząc jedenaście zwycięstw, wszystkie w slalomie. Pierwszy triumf odniósł 19 stycznia 2003 roku w Wengen, a ostatni 15 stycznia 2006 roku w tej samej miejscowości. Najlepsze wyniki osiągnął w sezonie 2005/2006, kiedy zajął trzynaste miejsce w klasyfikacji generalnej, a w klasyfikacji slalomu wywalczył Małą Kryształową Kulę. Był też czwarty w klasyfikacji slalomu w sezonach 2002/2003, 2003/2004 i 2004/2005.
Na mistrzostwach świata w Vail/Beaver Creek w 1999 roku zajął czwarte miejsce w slalomie, przegrywając walkę o podium z Austriakiem Christianem Mayerem o 0,08 sekundy. Na rozgrywanych cztery lata później mistrzostwach świata w Sankt Moritz zdobył brązowy medal w tej samej konkurencji, przegrywając jedynie z Chorwatem Ivicą Kosteliciem i Szwajcarem Silvanem Zurbriggenem. Wynik ten powtórzył podczas mistrzostw świata w Bormio w 2005 roku, tym razem plasując się za dwoma Austriakami: Raichem i Schönfelderem. Ponadto zdobył też brązowy medal w kombinacji, gdzie wyprzedzili go tylko Raich i Aksel Lund Svindal z Norwegii. W 2002 roku wystartował na igrzyskach olimpijskich w Salt Lake City, gdzie zajął 26. miejsce w gigancie, a rywalizacji w slalomie nie ukończył. Brał też udział w igrzyskach w Turynie w 2006 roku, zajmując piąte miejsce w kombinacji i ponownie nie kończąc slalomu.
Podczas ceremonii otwarcia ZIO 2006 składał przysięgę olimpijską.

## Osiągnięcia

### Igrzyska olimpijskie
| Miejsce | Dzień     | Rok  | Miejscowość    | Konkurencja | Czas zawodów | Strata | Zwycięzca          |
| ------- | --------- | ---- | -------------- | ----------- | ------------ | ------ | ------------------ |
| 26.     | 21 lutego | 2002 | Salt Lake City | Gigant      | 2:23,28      | +4,57  | Stephan Eberharter |
| DNF1    | 23 lutego | 2002 | Salt Lake City | Slalom      | 1:41,06      | –      | Jean-Pierre Vidal  |
| 5.      | 14 lutego | 2006 | Turyn          | Kombinacja  | 3:09,35      | +1,39  | Ted Ligety         |
| DNF1    | 25 lutego | 2006 | Turyn          | Slalom      | 1:44,18      | –      | Benjamin Raich     |

### Mistrzostwa świata
| Miejsce | Dzień     | Rok  | Miejscowość         | Konkurencja | Czas biegu | Strata | Zwycięzca       |
| ------- | --------- | ---- | ------------------- | ----------- | ---------- | ------ | --------------- |
| 11.     | 12 lutego | 1999 | Vail i Beaver Creek | Gigant      | 2:19,31    | +3,02  | Lasse Kjus      |
| 4.      | 14 lutego | 1999 | Vail i Beaver Creek | Slalom      | 1:42,12    | +0,21  | Kalle Palander  |
| 15.     | 10 lutego | 2001 | Sankt Anton         | Slalom      | 1:39,66    | +4,05  | Mario Matt      |
| 8.      | 6 lutego  | 2003 | Sankt Moritz        | Kombinacja  | 3:18,41    | +1,69  | Bode Miller     |
| 3.      | 16 lutego | 2003 | Sankt Moritz        | Slalom      | 2:45,93    | +0,36  | Ivica Kostelić  |
| 3.      | 3 lutego  | 2005 | Bormio              | Kombinacja  | 3:19,10    | +0,98  | Benjamin Raich  |
| 3.      | 12 lutego | 2005 | Bormio              | Slalom      | 1:41,34    | +0,74  | Benjamin Raich  |
| DNS2    | 17 lutego | 2007 | Åre                 | Slalom      | 1:57,33    | –      | Mario Matt      |
| DNF1    | 15 lutego | 2009 | Val d’Isère         | Slalom      | 1:44,17    | –      | Manfred Pranger |

### Mistrzostwa świata juniorów
| Miejsce | Dzień    | Rok  | Miejscowość   | Konkurencja | Czas biegu | Strata | Zwycięzca          |
| ------- | -------- | ---- | ------------- | ----------- | ---------- | ------ | ------------------ |
| 6.      | 6 marca  | 1993 | Montecampione | Slalom      | 2:06,45    | +1,08  | Chip Knight        |
| 9.      | 7 marca  | 1994 | Lake Placid   | Zjazd       | 1:38,07    | +2,15  | Kevin Wert         |
| 33.     | 11 marca | 1994 | Lake Placid   | Supergigant | 1:24,40    | +3,43  | Benjamin Melquiond |
| 18.     | 13 marca | 1994 | Lake Placid   | Gigant      | 2:27,88    | +2,03  | Stefan Stankalla   |
| 9.      | 14 marca | 1994 | Lake Placid   | Slalom      | 1:43,85    | +3,02  | Frédéric Covili    |
| 3.      | 14 marca | 1994 | Lake Placid   | Kombinacja  | ?          | ?      | Frédéric Covili    |

### Puchar Świata

#### Miejsca w klasyfikacji generalnej
- sezon 1996/1997: 126.
- sezon 1997/1998: 133.
- sezon 1998/1999: 28.
- sezon 1999/2000: 64.
- sezon 2000/2001: 79.
- sezon 2001/2002: 30.
- sezon 2002/2003: 21.
- sezon 2003/2004: 17.
- sezon 2004/2005: 18.
- sezon 2005/2006: 13.
- sezon 2006/2007: 37.
- sezon 2007/2008: 47.
- sezon 2008/2009: 38.
- sezon 2009/2010: 80.

| Sezon | Slalom Punkty | Slalom Miejsce | Gigant Punkty | Gigant Miejsce | Kombinacja Punkty | Kombinacja Miejsce |
| ----- | ------------- | -------------- | ------------- | -------------- | ----------------- | ------------------ |
| 1999  | 155           | 13             | 114           | 17             | ---               | ---                |
| 2000  | 70            | 33             | 29            | 37             | ---               | ---                |
| 2001  | 58            | 29             | ---           | ---            | ---               | ---                |
| 2002  | 286           | 7              | ---           | ---            | ---               | ---                |
| 2003  | 438           | 4              | ---           | ---            | ---               | ---                |
| 2004  | 429           | 4              | 23            | 38             | ---               | ---                |
| 2005  | 390           | 4              | 12            | 50             | ---               | ---                |
| 2006  | 547           | 1              | 50            | 29             | ---               | ---                |
| 2007  | 213           | 11             | 20            | 34             | 11                | 39                 |
| 2008  | 196           | 13             | ---           | ---            | ---               | ---                |
| 2009  | 210           | 12             | ---           | ---            | ---               | ---                |
| 2010  | 64            | 6              | ---           | ---            | ---               | ---                |

#### Miejsca na podium w zawodach Pucharu Świata
1. Kitzbühel – 24 stycznia 1999 (slalom) – 3. miejsce
2. Aspen – 25 listopada 2001 (slalom) – 2. miejsce
3. Madonna di Campiglio – 10 grudnia 2001 (slalom) – 2. miejsce
4. Sestriere – 16 grudnia 2002 (slalom) – 2. miejsce
5. Wengen – 19 stycznia 2003 (slalom) – 1. miejsce
6. Yongpyong – 2 marca 2003 (slalom) – 2. miejsce
7. Shiga Kōgen – 8 marca 2003 (slalom) – 3. miejsce
8. Lillehammer – 16 marca 2003 (slalom) – 1. miejsce
9. Madonna di Campiglio – 15 grudnia 2003 (slalom) – 2. miejsce
10. Flachau – 4 stycznia 2004 (slalom) – 3. miejsce
11. Chamonix – 11 stycznia 2004 (slalom) – 1. miejsce
12. Beaver Creek – 5 grudnia 2004 (slalom) – 2. miejsce
13. Flachau – 22 grudnia 2004 (slalom) – 1. miejsce
14. Chamonix – 9 stycznia 2005 (slalom) – 1. miejsce
15. Kranjska Gora – 27 lutego 2005 (slalom) – 1. miejsce
16. Beaver Creek – 4 grudnia 2005 (slalom) – 1. miejsce
17. Madonna di Campiglio – 12 grudnia 2005 (slalom) – 1. miejsce
18. Kranjska Gora – 22 grudnia 2005 (slalom) – 1. miejsce
19. Adelboden – 8 stycznia 2006 (slalom) – 1. miejsce
20. Wengen – 15 stycznia 2006 (slalom) – 1. miejsce
21. Levi – 12 listopada 2006 (slalom) – 3. miejsce
22. Garmisch-Partenkirchen – 1 lutego 2009 (slalom) – 2. miejsce